# Гастрокардіальний синдром
Гастрокардіальний синдром (синдром Рехмельда) — комплекс рефлекторних серцево-судинних розладів функціонального характеру (біль та відчуття здавлювання у ділянці серця, зміни ритму серця та ЕКГ), що виникають після їжі, при подразненні слизової оболонки кардії, при виразці та раку цього відділу шлунка. Найчастіше синдром спостерігається у хворих, які страждають атеросклерозом коронарних артерій.
Лікування: спазмолітики міотропної дії (папаверин, но-шпа, галідор) та М-холіноблокатори (атропін, платифілін та ін.), транквілізатори (сибазон, тазепам та ін.) Терапія основного захворювання, регулярне часте харчування.